# 中国微博
中国大陆的微博服务从大约2007年开始发展，至今已获得了上亿的用户群。

## 名称
“微博客”或“微型博客”在中国大陆常常使用其简称“微博”，现在，中国门户网站开设的大型微博也多以“某某微博”命名。
在这些微博服务之中，新浪微博是访问量最大的微博网站。新浪微博从2011年4月开始使用weibo.com作为域名。由于新浪微博的影响力，有时，新浪或其他中外新闻媒体会直接使用“微博”（或英文“Weibo”）来代指新浪微博。不过一般地，中文的“微博”这个词指任意一个或所有的微博客服务，包括中外的所有类Twitter微博客服务，或者某位用户的某个微博服务上的账号；英文“Weibo”专指中国的各种微博服务。
谐音词“围脖”作为网络用语有时会被用户用来代指“微博”，也直接指新浪微博。

## 历史
饭否是最早建立的中国知名微博服务，它由校内网创始人之一王兴建立于2007年5月12日。网站的外观、使用、API等都高度模仿2006年建立的Twitter。2009年上半年，饭否的用户从30万激增到100万，其用户包括惠普中国、《南方周末》、艺术家艾未未、作家连岳、文化人梁文道等。
其他像叽歪、嘀咕、做啥和腾讯的滔滔也在2006至2009年建立起来。
但在2009年7月的乌鲁木齐七·五骚乱之后，中国政府关闭了包括饭否、叽歪在内的大多数微博。中国大陆境外的知名微博服务，如Twitter、Facebook和Plurk被封锁。新浪CEO曹国伟将这事视为一个机会。
新浪于2009年8月14日启动了新浪微博。新浪高层采用名人效应，邀请、说服了众多中文界的知名人士来建立新浪微博账号，使得新浪微博日渐壮大。
搜狐微博、网易微博在2010年7月期间双双被暂停。从那时起，所有中国微博网站的Logo上都加上了“测试版”的字眼。业内人士认为搜狐和网易微博正在被管理部门整顿，而其他所有微博之所以贴“测试版”标签，是因为它们从未获得相关部门正式批准，但如果处于试运行的阶段，就不会存在被“关闭”的说法。
2009年至2010年，一些2009年7月被关停的微博在监管之下重新开启。饭否于2010年11月重开，不过多数用户已流失。
2012年8月29日，新浪微博去除“测试版”字样，成为中国微博网站中第一个去除“测试版”标志的网站。

## 用户统计
2009年7月前，饭否是最有影响力的和活跃用户数最多的中国微博。在饭否、Twitter等被关停和封锁，新浪微博发布之后，新浪微博以其巨大的活跃用户数，建立了在中国微博中的领导地位。
2011年2月，腾讯声明其微博注册用户数超过1亿；新浪则于3月声明新浪微博达到这个数量。不过根据艾瑞（iResearch）咨询2011年3月底的统计报告，新浪微博在活跃用户数据上占有56.5%的中国微博市场，在浏览时间数据上则占有86.6%，远超腾讯微博等竞争对手。
根据中国互联网络信息中心的统计，2011年上半年，中国微博用户数量从6311万激增到1.95亿，增长率208.9%，在网民中的使用率从13.8%提高到40.2%。手机网民使用微博的比例也从2010年底的15.5%升至34.0%。

## 审查与自由言论
2009年7月，饭否等多数微博被关停，使得中国的微博遭受很大损失，然而这却令新浪等大型门户网站的微博服务得以更好地出炉。这些大型微博同样也受当局的控制。2010年7月搜狐和网易微博被暂停整顿了几天。
为执行中国的网络审查，现在所有这些微博都存在不同程度的自我审查制度。通常网站拥有自己的敏感词列表以自动匹配巡查，有时也会人工检查。提到在中国被禁止的高度敏感内容（比如人权、刘晓波、赵连海、郝海东等）的微博消息会很快被删除，账户也有可能会被封锁。
不过，相比中国其他一些传统媒体形式，微博依然被认为是更加自由的。一些人认为微博对中国社会产生了巨大的影响。一些丑闻和争议事件，如“我爸是李刚”事件等都是通过微博大幅传播而知名。在温州动车追尾事故和2010年上海公寓火灾后，对当局和相关部门的批评在微博上传播。
很多官员和政府部门开设了微博账号，以新浪微博为例，众多政府部门开设认证帐号（加V帐号），并且十分活跃。新浪微博将其分为“公安”、“交通”、“司法”、“医疗卫生”、“旅游”、“工商税务”、“团委”、“外宣”等类，并有“政府影响力榜Archive.today的存檔，存档日期2013-04-28”及“政府人气榜（页面存档备份，存于）”公布。
中央官方媒体《人民日报》的人民网于2010年2月启用了人民微博，一些官员和政府部门在上面发消息，前最高领导人胡锦涛也有人民微博官方账号，但从未发过消息。

## 其他曾出現之微博網站
以下是中国曾出現的微博列表，2015年後已基本關閉：
- 饭否，最早的知名中国微博
- 嘀咕，现已关闭
- 新浪微博，新浪所有，访客最多的中国微博
- 腾讯微博，腾讯所有，2014年7月被廢棄，2020年9月底被關閉
- 搜狐微博，搜狐所有，现已关闭
- 网易微博，网易所有，关闭，余下跳转至lofter。
- 百度说吧，百度所有，已於2011年8月22日關閉[18]
- Follow5，现已关闭
- 叽歪，现已关闭
- 做啥，现已关闭
- 凤凰微博，凤凰网所有，2014年12月12日正式停止服务。[19]
- 人民微博，人民网所有，现已关闭
- 天涯微博，天涯虚拟社区所有，现已关闭
- 新华微博，新华网所有，现已关闭
- 和讯微博，和讯所有，现已关闭
- 央视微博，央视网所有，现已关闭